# براين مينسيغ (أنغلزي)
براين مينسيغ (بالإنجليزية: Bryn-minceg)‏ هي منطقة سكنية تقع في ويلز في أنغلزي.